# Discestra fuscomarginata
Discestra fuscomarginata là một loài bướm đêm trong họ Noctuidae.